# 细弱黄耆
细弱黄耆（学名：Astragalus miniatus）为豆科黄芪属的植物。分布在远东、蒙古以及中国大陆的内蒙古、黑龙江等地，生长于海拔500米至800米的地区，见于干山坡向阳草地以及草原，目前尚未由人工引种栽培。

## 别名
细茎黄耆（内蒙古植物志）